# Lista di asteroidi (47001-48000)
Di seguito una lista di asteroidi dal numero 47001 al 48000 con data di scoperta e scopritore.

## 47001-47100
| Nome                 | Designazione provvisoria | Data di scoperta | Scopritore                       |
| -------------------- | ------------------------ | ---------------- | -------------------------------- |
| 47001 -              | 1998 TA35                | 14 ottobre 1998  | LONEOS                           |
| 47002 Harlingten     | 1998 UQ2                 | 20 ottobre 1998  | ODAS                             |
| 47003 -              | 1998 UF7                 | 23 ottobre 1998  | K. Korlević                      |
| 47004 -              | 1998 UZ7                 | 23 ottobre 1998  | K. Korlević                      |
| 47005 Chengmaolan    | 1998 UP8                 | 16 ottobre 1998  | BAO Schmidt CCD Asteroid Program |
| 47006 -              | 1998 UL10                | 16 ottobre 1998  | Spacewatch                       |
| 47007 -              | 1998 UL16                | 23 ottobre 1998  | K. Korlević                      |
| 47008 -              | 1998 UW16                | 27 ottobre 1998  | CSS                              |
| 47009 -              | 1998 UY16                | 27 ottobre 1998  | CSS                              |
| 47010 -              | 1998 UD20                | 28 ottobre 1998  | K. Korlević                      |
| 47011 -              | 1998 UQ23                | 17 ottobre 1998  | LONEOS                           |
| 47012 -              | 1998 UZ26                | 18 ottobre 1998  | E. W. Elst                       |
| 47013 -              | 1998 UZ27                | 18 ottobre 1998  | E. W. Elst                       |
| 47014 -              | 1998 UJ40                | 28 ottobre 1998  | LINEAR                           |
| 47015 -              | 1998 VW                  | 10 novembre 1998 | LINEAR                           |
| 47016 -              | 1998 VU3                 | 10 novembre 1998 | ODAS                             |
| 47017 -              | 1998 VE4                 | 11 novembre 1998 | ODAS                             |
| 47018 Chopinet       | 1998 VT4                 | 11 novembre 1998 | ODAS                             |
| 47019 -              | 1998 VM5                 | 8 novembre 1998  | Y. Shimizu, T. Urata             |
| 47020 -              | 1998 VP9                 | 10 novembre 1998 | LINEAR                           |
| 47021 -              | 1998 VR12                | 10 novembre 1998 | LINEAR                           |
| 47022 -              | 1998 VK14                | 10 novembre 1998 | LINEAR                           |
| 47023 -              | 1998 VZ16                | 10 novembre 1998 | LINEAR                           |
| 47024 -              | 1998 VV19                | 10 novembre 1998 | LINEAR                           |
| 47025 -              | 1998 VT20                | 10 novembre 1998 | LINEAR                           |
| 47026 -              | 1998 VS21                | 10 novembre 1998 | LINEAR                           |
| 47027 -              | 1998 VX29                | 10 novembre 1998 | LINEAR                           |
| 47028 -              | 1998 VG31                | 12 novembre 1998 | T. Kagawa                        |
| 47029 -              | 1998 VO31                | 12 novembre 1998 | K. Korlević                      |
| 47030 -              | 1998 VG32                | 12 novembre 1998 | T. Stafford                      |
| 47031 -              | 1998 VX38                | 10 novembre 1998 | LINEAR                           |
| 47032 -              | 1998 VW52                | 13 novembre 1998 | LINEAR                           |
| 47033 -              | 1998 VW53                | 14 novembre 1998 | LINEAR                           |
| 47034 -              | 1998 VP54                | 14 novembre 1998 | LINEAR                           |
| 47035 -              | 1998 WS                  | 17 novembre 1998 | LINEAR                           |
| 47036 -              | 1998 WP1                 | 18 novembre 1998 | T. Kobayashi                     |
| 47037 -              | 1998 WM2                 | 17 novembre 1998 | CSS                              |
| 47038 Majoni         | 1998 WQ2                 | 17 novembre 1998 | V. Goretti                       |
| 47039 -              | 1998 WA3                 | 19 novembre 1998 | ODAS                             |
| 47040 Nathbrouillet  | 1998 WB3                 | 19 novembre 1998 | ODAS                             |
| 47041 -              | 1998 WO3                 | 19 novembre 1998 | T. Kobayashi                     |
| 47042 -              | 1998 WP3                 | 19 novembre 1998 | T. Kobayashi                     |
| 47043 -              | 1998 WX3                 | 18 novembre 1998 | LINEAR                           |
| 47044 Mcpainter      | 1998 WS7                 | 16 novembre 1998 | J. V. McClusky                   |
| 47045 Seandaniel     | 1998 WK9                 | 29 novembre 1998 | W. R. Cooney Jr.                 |
| 47046 -              | 1998 WM9                 | 26 novembre 1998 | K. Korlević                      |
| 47047 -              | 1998 WX12                | 21 novembre 1998 | LINEAR                           |
| 47048 -              | 1998 WW18                | 21 novembre 1998 | LINEAR                           |
| 47049 -              | 1998 WT19                | 25 novembre 1998 | LINEAR                           |
| 47050 -              | 1998 WN20                | 18 novembre 1998 | LINEAR                           |
| 47051 -              | 1998 XZ                  | 7 dicembre 1998  | ODAS                             |
| 47052 Guillaumefaury | 1998 XE1                 | 7 dicembre 1998  | ODAS                             |
| 47053 -              | 1998 XH1                 | 7 dicembre 1998  | ODAS                             |
| 47054 Jacquesblamont | 1998 XX1                 | 7 dicembre 1998  | ODAS                             |
| 47055 -              | 1998 XH5                 | 10 dicembre 1998 | D. K. Chesney                    |
| 47056 -              | 1998 XP7                 | 8 dicembre 1998  | Spacewatch                       |
| 47057 -              | 1998 XM12                | 9 dicembre 1998  | BAO Schmidt CCD Asteroid Program |
| 47058 -              | 1998 XC15                | 15 dicembre 1998 | ODAS                             |
| 47059 -              | 1998 XX20                | 10 dicembre 1998 | Spacewatch                       |
| 47060 -              | 1998 XX33                | 14 dicembre 1998 | LINEAR                           |
| 47061 -              | 1998 XZ43                | 14 dicembre 1998 | LINEAR                           |
| 47062 -              | 1998 XH52                | 14 dicembre 1998 | LINEAR                           |
| 47063 -              | 1998 XX52                | 14 dicembre 1998 | LINEAR                           |
| 47064 -              | 1998 XT53                | 14 dicembre 1998 | LINEAR                           |
| 47065 -              | 1998 XC55                | 15 dicembre 1998 | LINEAR                           |
| 47066 -              | 1998 XN57                | 15 dicembre 1998 | LINEAR                           |
| 47067 -              | 1998 XB62                | 15 dicembre 1998 | Spacewatch                       |
| 47068 -              | 1998 XJ62                | 9 dicembre 1998  | LINEAR                           |
| 47069 Tecumseh       | 1998 XC73                | 14 dicembre 1998 | LINEAR                           |
| 47070 -              | 1998 XF77                | 15 dicembre 1998 | R. G. Davis                      |
| 47071 -              | 1998 XO77                | 15 dicembre 1998 | LINEAR                           |
| 47072 -              | 1998 XM79                | 15 dicembre 1998 | LINEAR                           |
| 47073 -              | 1998 XP95                | 15 dicembre 1998 | LINEAR                           |
| 47074 -              | 1998 XV95                | 15 dicembre 1998 | LINEAR                           |
| 47075 -              | 1998 YB                  | 16 dicembre 1998 | K. Korlević                      |
| 47076 -              | 1998 YV                  | 16 dicembre 1998 | T. Kobayashi                     |
| 47077 Yuji           | 1998 YC1                 | 16 dicembre 1998 | A. Nakamura                      |
| 47078 Llebaria       | 1998 YS2                 | 17 dicembre 1998 | ODAS                             |
| 47079 -              | 1998 YA3                 | 16 dicembre 1998 | N. Kawasato                      |
| 47080 -              | 1998 YA7                 | 22 dicembre 1998 | K. Korlević                      |
| 47081 -              | 1998 YV9                 | 25 dicembre 1998 | K. Korlević, M. Jurić            |
| 47082 -              | 1998 YA15                | 22 dicembre 1998 | Spacewatch                       |
| 47083 -              | 1998 YG22                | 29 dicembre 1998 | Starkenburg                      |
| 47084 -              | 1999 AQ                  | 4 gennaio 1999   | Farra d'Isonzo                   |
| 47085 -              | 1999 AW2                 | 7 gennaio 1999   | Spacewatch                       |
| 47086 Shinseiko      | 1999 AO3                 | 10 gennaio 1999  | A. Asami                         |
| 47087 -              | 1999 AY3                 | 10 gennaio 1999  | T. Kobayashi                     |
| 47088 -              | 1999 AB7                 | 9 gennaio 1999   | K. Korlević                      |
| 47089 -              | 1999 AC7                 | 9 gennaio 1999   | K. Korlević                      |
| 47090 -              | 1999 AJ7                 | 9 gennaio 1999   | K. Korlević                      |
| 47091 -              | 1999 AP9                 | 10 gennaio 1999  | BAO Schmidt CCD Asteroid Program |
| 47092 -              | 1999 AB10                | 13 gennaio 1999  | K. Korlević                      |
| 47093 -              | 1999 AF21                | 10 gennaio 1999  | K. Korlević                      |
| 47094 -              | 1999 AW21                | 15 gennaio 1999  | K. Korlević                      |
| 47095 -              | 1999 AQ25                | 15 gennaio 1999  | ODAS                             |
| 47096 Canarias       | 1999 AX25                | 15 gennaio 1999  | R. Pacheco, À. López             |
| 47097 -              | 1999 AE26                | 15 gennaio 1999  | Farra d'Isonzo                   |
| 47098 -              | 1999 AM28                | 13 gennaio 1999  | Spacewatch                       |
| 47099 -              | 1999 AO37                | 8 gennaio 1999   | LONEOS                           |
| 47100 -              | 1999 BB10                | 23 gennaio 1999  | K. Korlević                      |

## 47101-47200
| Nome              | Designazione provvisoria | Data di scoperta  | Scopritore                       |
| ----------------- | ------------------------ | ----------------- | -------------------------------- |
| 47101 -           | 1999 BP12                | 24 gennaio 1999   | Črni Vrh                         |
| 47102 -           | 1999 BT12                | 20 gennaio 1999   | K. Korlević                      |
| 47103 -           | 1999 BQ28                | 17 gennaio 1999   | Spacewatch                       |
| 47104 -           | 1999 CD18                | 10 febbraio 1999  | LINEAR                           |
| 47105 -           | 1999 CJ18                | 10 febbraio 1999  | LINEAR                           |
| 47106 -           | 1999 CU20                | 10 febbraio 1999  | LINEAR                           |
| 47107 -           | 1999 CB22                | 10 febbraio 1999  | LINEAR                           |
| 47108 -           | 1999 CM37                | 10 febbraio 1999  | LINEAR                           |
| 47109 -           | 1999 CQ37                | 10 febbraio 1999  | LINEAR                           |
| 47110 -           | 1999 CK44                | 10 febbraio 1999  | LINEAR                           |
| 47111 -           | 1999 CP48                | 10 febbraio 1999  | LINEAR                           |
| 47112 -           | 1999 CZ54                | 10 febbraio 1999  | LINEAR                           |
| 47113 -           | 1999 CD57                | 10 febbraio 1999  | LINEAR                           |
| 47114 -           | 1999 CP61                | 12 febbraio 1999  | LINEAR                           |
| 47115 -           | 1999 CH62                | 12 febbraio 1999  | LINEAR                           |
| 47116 -           | 1999 CL64                | 12 febbraio 1999  | LINEAR                           |
| 47117 -           | 1999 CE72                | 12 febbraio 1999  | LINEAR                           |
| 47118 -           | 1999 CP72                | 12 febbraio 1999  | LINEAR                           |
| 47119 -           | 1999 CM81                | 12 febbraio 1999  | LINEAR                           |
| 47120 -           | 1999 CP84                | 10 febbraio 1999  | LINEAR                           |
| 47121 -           | 1999 CG85                | 10 febbraio 1999  | LINEAR                           |
| 47122 -           | 1999 CZ88                | 10 febbraio 1999  | LINEAR                           |
| 47123 -           | 1999 CS91                | 10 febbraio 1999  | LINEAR                           |
| 47124 -           | 1999 CS99                | 10 febbraio 1999  | LINEAR                           |
| 47125 -           | 1999 CM100               | 10 febbraio 1999  | LINEAR                           |
| 47126 -           | 1999 CH101               | 10 febbraio 1999  | LINEAR                           |
| 47127 -           | 1999 CJ103               | 12 febbraio 1999  | LINEAR                           |
| 47128 -           | 1999 CZ115               | 12 febbraio 1999  | LINEAR                           |
| 47129 -           | 1999 CR118               | 9 febbraio 1999   | BAO Schmidt CCD Asteroid Program |
| 47130 -           | 1999 CT127               | 11 febbraio 1999  | LINEAR                           |
| 47131 -           | 1999 CA133               | 7 febbraio 1999   | Spacewatch                       |
| 47132 -           | 1999 CD154               | 14 febbraio 1999  | LONEOS                           |
| 47133 -           | 1999 DH5                 | 17 febbraio 1999  | LINEAR                           |
| 47134 -           | 1999 DB6                 | 17 febbraio 1999  | LINEAR                           |
| 47135 -           | 1999 EX2                 | 8 marzo 1999      | D. K. Chesney                    |
| 47136 -           | 1999 EA3                 | 12 marzo 1999     | D. K. Chesney                    |
| 47137 -           | 1999 FJ22                | 19 marzo 1999     | LINEAR                           |
| 47138 -           | 1999 FS35                | 20 marzo 1999     | LINEAR                           |
| 47139 -           | 1999 GN9                 | 11 aprile 1999    | LONEOS                           |
| 47140 -           | 1999 GL37                | 12 aprile 1999    | LINEAR                           |
| 47141 -           | 1999 HB3                 | 24 aprile 1999    | J. Broughton                     |
| 47142 -           | 1999 LQ2                 | 8 giugno 1999     | LINEAR                           |
| 47143 -           | 1999 LL31                | 12 giugno 1999    | LINEAR                           |
| 47144 Faulkes     | 1999 PY                  | 7 agosto 1999     | J. Tichá, M. Tichý               |
| 47145 -           | 1999 RN11                | 7 settembre 1999  | LINEAR                           |
| 47146 -           | 1999 RZ18                | 7 settembre 1999  | LINEAR                           |
| 47147 -           | 1999 RC24                | 7 settembre 1999  | LINEAR                           |
| 47148 -           | 1999 RN25                | 7 settembre 1999  | LINEAR                           |
| 47149 -           | 1999 RX34                | 11 settembre 1999 | K. Korlević                      |
| 47150 -           | 1999 RN35                | 11 settembre 1999 | K. Korlević                      |
| 47151 -           | 1999 RV88                | 7 settembre 1999  | LINEAR                           |
| 47152 -           | 1999 RB92                | 7 settembre 1999  | LINEAR                           |
| 47153 -           | 1999 RD132               | 9 settembre 1999  | LINEAR                           |
| 47154 -           | 1999 RE141               | 9 settembre 1999  | LINEAR                           |
| 47155 -           | 1999 RB159               | 9 settembre 1999  | LINEAR                           |
| 47156 -           | 1999 RE160               | 9 settembre 1999  | LINEAR                           |
| 47157 -           | 1999 RG188               | 9 settembre 1999  | LINEAR                           |
| 47158 -           | 1999 RR247               | 5 settembre 1999  | LONEOS                           |
| 47159 -           | 1999 SJ                  | 16 settembre 1999 | K. Korlević                      |
| 47160 -           | 1999 SU17                | 30 settembre 1999 | LINEAR                           |
| 47161 -           | 1999 TH1                 | 1 ottobre 1999    | K. Korlević                      |
| 47162 Chicomendez | 1999 TH6                 | 2 ottobre 1999    | M. M. M. Santangelo              |
| 47163 -           | 1999 TP11                | 8 ottobre 1999    | Kleť                             |
| 47164 Ticino      | 1999 TX13                | 10 ottobre 1999   | S. Sposetti                      |
| 47165 -           | 1999 TM14                | 11 ottobre 1999   | K. Korlević, M. Jurić            |
| 47166 -           | 1999 TT18                | 15 ottobre 1999   | P. G. Comba                      |
| 47167 -           | 1999 TP27                | 3 ottobre 1999    | LINEAR                           |
| 47168 -           | 1999 TE30                | 4 ottobre 1999    | LINEAR                           |
| 47169 -           | 1999 TH32                | 4 ottobre 1999    | LINEAR                           |
| 47170 -           | 1999 TE33                | 4 ottobre 1999    | LINEAR                           |
| 47171 Lempo       | 1999 TC36                | 1 ottobre 1999    | E. P. Rubenstein, L.-G. Strolger |
| 47172 -           | 1999 TM48                | 4 ottobre 1999    | Spacewatch                       |
| 47173 -           | 1999 TJ49                | 4 ottobre 1999    | Spacewatch                       |
| 47174 -           | 1999 TC95                | 2 ottobre 1999    | LINEAR                           |
| 47175 -           | 1999 TP98                | 2 ottobre 1999    | LINEAR                           |
| 47176 -           | 1999 TK105               | 3 ottobre 1999    | LINEAR                           |
| 47177 -           | 1999 TU112               | 4 ottobre 1999    | LINEAR                           |
| 47178 -           | 1999 TK113               | 4 ottobre 1999    | LINEAR                           |
| 47179 -           | 1999 TM117               | 4 ottobre 1999    | LINEAR                           |
| 47180 -           | 1999 TV119               | 4 ottobre 1999    | LINEAR                           |
| 47181 -           | 1999 TB123               | 4 ottobre 1999    | LINEAR                           |
| 47182 -           | 1999 TL124               | 4 ottobre 1999    | LINEAR                           |
| 47183 -           | 1999 TC127               | 4 ottobre 1999    | LINEAR                           |
| 47184 -           | 1999 TX127               | 4 ottobre 1999    | LINEAR                           |
| 47185 -           | 1999 TC146               | 7 ottobre 1999    | LINEAR                           |
| 47186 -           | 1999 TC147               | 7 ottobre 1999    | LINEAR                           |
| 47187 -           | 1999 TL154               | 7 ottobre 1999    | LINEAR                           |
| 47188 -           | 1999 TU155               | 7 ottobre 1999    | LINEAR                           |
| 47189 -           | 1999 TT166               | 10 ottobre 1999   | LINEAR                           |
| 47190 -           | 1999 TA171               | 10 ottobre 1999   | LINEAR                           |
| 47191 -           | 1999 TK172               | 10 ottobre 1999   | LINEAR                           |
| 47192 -           | 1999 TT176               | 10 ottobre 1999   | LINEAR                           |
| 47193 -           | 1999 TJ178               | 10 ottobre 1999   | LINEAR                           |
| 47194 -           | 1999 TK178               | 10 ottobre 1999   | LINEAR                           |
| 47195 -           | 1999 TG179               | 10 ottobre 1999   | LINEAR                           |
| 47196 -           | 1999 TZ180               | 10 ottobre 1999   | LINEAR                           |
| 47197 -           | 1999 TZ193               | 12 ottobre 1999   | LINEAR                           |
| 47198 -           | 1999 TL199               | 12 ottobre 1999   | LINEAR                           |
| 47199 -           | 1999 TY204               | 13 ottobre 1999   | LINEAR                           |
| 47200 -           | 1999 TB205               | 13 ottobre 1999   | LINEAR                           |

## 47201-47300
| Nome                 | Designazione provvisoria | Data di scoperta | Scopritore                       |
| -------------------- | ------------------------ | ---------------- | -------------------------------- |
| 47201 -              | 1999 TJ205               | 13 ottobre 1999  | LINEAR                           |
| 47202 -              | 1999 TD212               | 15 ottobre 1999  | LINEAR                           |
| 47203 -              | 1999 TM219               | 1 ottobre 1999   | CSS                              |
| 47204 -              | 1999 TO221               | 2 ottobre 1999   | LINEAR                           |
| 47205 -              | 1999 TQ234               | 3 ottobre 1999   | CSS                              |
| 47206 -              | 1999 TU243               | 6 ottobre 1999   | LINEAR                           |
| 47207 -              | 1999 TB248               | 8 ottobre 1999   | CSS                              |
| 47208 -              | 1999 TL253               | 13 ottobre 1999  | LINEAR                           |
| 47209 -              | 1999 TM257               | 9 ottobre 1999   | LINEAR                           |
| 47210 -              | 1999 TB273               | 3 ottobre 1999   | LINEAR                           |
| 47211 -              | 1999 TX290               | 10 ottobre 1999  | LINEAR                           |
| 47212 -              | 1999 TN291               | 10 ottobre 1999  | LINEAR                           |
| 47213 -              | 1999 TC293               | 12 ottobre 1999  | LINEAR                           |
| 47214 -              | 1999 TD293               | 12 ottobre 1999  | LINEAR                           |
| 47215 -              | 1999 TZ319               | 10 ottobre 1999  | LINEAR                           |
| 47216 -              | 1999 UX7                 | 29 ottobre 1999  | CSS                              |
| 47217 -              | 1999 UF18                | 30 ottobre 1999  | Spacewatch                       |
| 47218 -              | 1999 UN37                | 16 ottobre 1999  | Spacewatch                       |
| 47219 Heatherkoehler | 1999 UU41                | 18 ottobre 1999  | LONEOS                           |
| 47220 -              | 1999 UJ46                | 31 ottobre 1999  | CSS                              |
| 47221 -              | 1999 VM4                 | 1 novembre 1999  | CSS                              |
| 47222 -              | 1999 VR8                 | 8 novembre 1999  | T. Kagawa                        |
| 47223 -              | 1999 VW10                | 9 novembre 1999  | T. Kobayashi                     |
| 47224 -              | 1999 VG11                | 8 novembre 1999  | K. Korlević                      |
| 47225 -              | 1999 VJ12                | 9 novembre 1999  | CSS                              |
| 47226 -              | 1999 VE19                | 8 novembre 1999  | K. Korlević                      |
| 47227 -              | 1999 VS24                | 13 novembre 1999 | T. Kobayashi                     |
| 47228 -              | 1999 VP26                | 3 novembre 1999  | LINEAR                           |
| 47229 -              | 1999 VT27                | 3 novembre 1999  | CSS                              |
| 47230 -              | 1999 VT28                | 3 novembre 1999  | LINEAR                           |
| 47231 -              | 1999 VJ35                | 3 novembre 1999  | LINEAR                           |
| 47232 -              | 1999 VQ36                | 3 novembre 1999  | LINEAR                           |
| 47233 -              | 1999 VR38                | 10 novembre 1999 | LINEAR                           |
| 47234 -              | 1999 VP43                | 1 novembre 1999  | CSS                              |
| 47235 -              | 1999 VX43                | 1 novembre 1999  | CSS                              |
| 47236 -              | 1999 VU48                | 3 novembre 1999  | LINEAR                           |
| 47237 -              | 1999 VP49                | 3 novembre 1999  | LINEAR                           |
| 47238 -              | 1999 VB50                | 3 novembre 1999  | LINEAR                           |
| 47239 -              | 1999 VN50                | 3 novembre 1999  | LINEAR                           |
| 47240 -              | 1999 VR50                | 3 novembre 1999  | LINEAR                           |
| 47241 -              | 1999 VS50                | 3 novembre 1999  | LINEAR                           |
| 47242 -              | 1999 VY50                | 3 novembre 1999  | LINEAR                           |
| 47243 -              | 1999 VY51                | 3 novembre 1999  | LINEAR                           |
| 47244 -              | 1999 VA53                | 3 novembre 1999  | LINEAR                           |
| 47245 -              | 1999 VX53                | 4 novembre 1999  | LINEAR                           |
| 47246 -              | 1999 VN54                | 4 novembre 1999  | LINEAR                           |
| 47247 -              | 1999 VQ56                | 4 novembre 1999  | LINEAR                           |
| 47248 -              | 1999 VK57                | 4 novembre 1999  | LINEAR                           |
| 47249 -              | 1999 VY57                | 4 novembre 1999  | LINEAR                           |
| 47250 -              | 1999 VW58                | 4 novembre 1999  | LINEAR                           |
| 47251 -              | 1999 VS60                | 4 novembre 1999  | LINEAR                           |
| 47252 -              | 1999 VJ65                | 4 novembre 1999  | LINEAR                           |
| 47253 -              | 1999 VN65                | 4 novembre 1999  | LINEAR                           |
| 47254 -              | 1999 VO67                | 4 novembre 1999  | LINEAR                           |
| 47255 -              | 1999 VA70                | 4 novembre 1999  | LINEAR                           |
| 47256 -              | 1999 VA72                | 11 novembre 1999 | BAO Schmidt CCD Asteroid Program |
| 47257 -              | 1999 VA79                | 4 novembre 1999  | LINEAR                           |
| 47258 -              | 1999 VS80                | 4 novembre 1999  | LINEAR                           |
| 47259 -              | 1999 VJ81                | 4 novembre 1999  | LINEAR                           |
| 47260 -              | 1999 VR88                | 4 novembre 1999  | LINEAR                           |
| 47261 -              | 1999 VH90                | 5 novembre 1999  | LINEAR                           |
| 47262 -              | 1999 VF91                | 5 novembre 1999  | LINEAR                           |
| 47263 -              | 1999 VJ92                | 9 novembre 1999  | LINEAR                           |
| 47264 -              | 1999 VV93                | 9 novembre 1999  | LINEAR                           |
| 47265 -              | 1999 VT97                | 9 novembre 1999  | LINEAR                           |
| 47266 -              | 1999 VY98                | 9 novembre 1999  | LINEAR                           |
| 47267 -              | 1999 VU112               | 9 novembre 1999  | LINEAR                           |
| 47268 -              | 1999 VJ119               | 3 novembre 1999  | Spacewatch                       |
| 47269 -              | 1999 VH135               | 13 novembre 1999 | LONEOS                           |
| 47270 -              | 1999 VE138               | 12 novembre 1999 | LINEAR                           |
| 47271 -              | 1999 VY143               | 11 novembre 1999 | CSS                              |
| 47272 -              | 1999 VF144               | 11 novembre 1999 | CSS                              |
| 47273 -              | 1999 VE145               | 13 novembre 1999 | CSS                              |
| 47274 -              | 1999 VJ147               | 12 novembre 1999 | LINEAR                           |
| 47275 -              | 1999 VZ147               | 14 novembre 1999 | LINEAR                           |
| 47276 -              | 1999 VN151               | 14 novembre 1999 | LINEAR                           |
| 47277 -              | 1999 VL154               | 12 novembre 1999 | Spacewatch                       |
| 47278 -              | 1999 VU157               | 14 novembre 1999 | LINEAR                           |
| 47279 -              | 1999 VS160               | 14 novembre 1999 | LINEAR                           |
| 47280 -              | 1999 VJ161               | 14 novembre 1999 | LINEAR                           |
| 47281 -              | 1999 VS162               | 14 novembre 1999 | LINEAR                           |
| 47282 -              | 1999 VG167               | 14 novembre 1999 | LINEAR                           |
| 47283 -              | 1999 VF173               | 15 novembre 1999 | LINEAR                           |
| 47284 -              | 1999 VO173               | 15 novembre 1999 | LINEAR                           |
| 47285 -              | 1999 VU173               | 15 novembre 1999 | LINEAR                           |
| 47286 -              | 1999 VH176               | 4 novembre 1999  | LINEAR                           |
| 47287 -              | 1999 VR177               | 6 novembre 1999  | LINEAR                           |
| 47288 -              | 1999 VQ178               | 6 novembre 1999  | LINEAR                           |
| 47289 -              | 1999 VD188               | 15 novembre 1999 | LINEAR                           |
| 47290 -              | 1999 VS188               | 15 novembre 1999 | LINEAR                           |
| 47291 -              | 1999 VG195               | 3 novembre 1999  | CSS                              |
| 47292 -              | 1999 VO203               | 8 novembre 1999  | LONEOS                           |
| 47293 Masamitsu      | 1999 WO                  | 16 novembre 1999 | A. Nakamura                      |
| 47294 Blanský les    | 1999 WM1                 | 28 novembre 1999 | J. Tichá, M. Tichý               |
| 47295 -              | 1999 WV1                 | 25 novembre 1999 | K. Korlević                      |
| 47296 -              | 1999 WD2                 | 20 novembre 1999 | Farra d'Isonzo                   |
| 47297 -              | 1999 WN2                 | 26 novembre 1999 | K. Korlević                      |
| 47298 -              | 1999 WX2                 | 27 novembre 1999 | K. Korlević                      |
| 47299 -              | 1999 WJ3                 | 28 novembre 1999 | T. Kobayashi                     |
| 47300 -              | 1999 WN4                 | 28 novembre 1999 | T. Kobayashi                     |

## 47301-47400
| Nome    | Designazione provvisoria | Data di scoperta | Scopritore   |
| ------- | ------------------------ | ---------------- | ------------ |
| 47301 - | 1999 WA6                 | 28 novembre 1999 | K. Korlević  |
| 47302 - | 1999 WG6                 | 28 novembre 1999 | K. Korlević  |
| 47303 - | 1999 WU7                 | 29 novembre 1999 | K. Korlević  |
| 47304 - | 1999 WH8                 | 28 novembre 1999 | T. Kobayashi |
| 47305 - | 1999 WL24                | 28 novembre 1999 | Spacewatch   |
| 47306 - | 1999 XB4                 | 4 dicembre 1999  | CSS          |
| 47307 - | 1999 XR4                 | 4 dicembre 1999  | CSS          |
| 47308 - | 1999 XP5                 | 4 dicembre 1999  | CSS          |
| 47309 - | 1999 XV6                 | 4 dicembre 1999  | CSS          |
| 47310 - | 1999 XG7                 | 4 dicembre 1999  | CSS          |
| 47311 - | 1999 XN7                 | 4 dicembre 1999  | C. W. Juels  |
| 47312 - | 1999 XG8                 | 3 dicembre 1999  | T. Kobayashi |
| 47313 - | 1999 XH11                | 5 dicembre 1999  | CSS          |
| 47314 - | 1999 XK11                | 5 dicembre 1999  | CSS          |
| 47315 - | 1999 XW11                | 6 dicembre 1999  | CSS          |
| 47316 - | 1999 XM12                | 5 dicembre 1999  | LINEAR       |
| 47317 - | 1999 XL13                | 5 dicembre 1999  | LINEAR       |
| 47318 - | 1999 XO13                | 5 dicembre 1999  | LINEAR       |
| 47319 - | 1999 XF14                | 5 dicembre 1999  | LINEAR       |
| 47320 - | 1999 XA15                | 6 dicembre 1999  | LINEAR       |
| 47321 - | 1999 XS19                | 5 dicembre 1999  | LINEAR       |
| 47322 - | 1999 XS21                | 5 dicembre 1999  | LINEAR       |
| 47323 - | 1999 XD22                | 5 dicembre 1999  | LINEAR       |
| 47324 - | 1999 XN22                | 6 dicembre 1999  | LINEAR       |
| 47325 - | 1999 XQ23                | 6 dicembre 1999  | LINEAR       |
| 47326 - | 1999 XP25                | 6 dicembre 1999  | LINEAR       |
| 47327 - | 1999 XZ25                | 6 dicembre 1999  | LINEAR       |
| 47328 - | 1999 XZ27                | 6 dicembre 1999  | LINEAR       |
| 47329 - | 1999 XF30                | 6 dicembre 1999  | LINEAR       |
| 47330 - | 1999 XQ31                | 6 dicembre 1999  | LINEAR       |
| 47331 - | 1999 XB32                | 6 dicembre 1999  | LINEAR       |
| 47332 - | 1999 XC32                | 6 dicembre 1999  | LINEAR       |
| 47333 - | 1999 XU32                | 6 dicembre 1999  | LINEAR       |
| 47334 - | 1999 XX32                | 6 dicembre 1999  | LINEAR       |
| 47335 - | 1999 XB33                | 6 dicembre 1999  | LINEAR       |
| 47336 - | 1999 XT34                | 6 dicembre 1999  | LINEAR       |
| 47337 - | 1999 XB36                | 6 dicembre 1999  | T. Kobayashi |
| 47338 - | 1999 XG36                | 6 dicembre 1999  | T. Kobayashi |
| 47339 - | 1999 XH38                | 3 dicembre 1999  | N. Kawasato  |
| 47340 - | 1999 XK39                | 6 dicembre 1999  | LINEAR       |
| 47341 - | 1999 XX41                | 7 dicembre 1999  | LINEAR       |
| 47342 - | 1999 XL43                | 7 dicembre 1999  | LINEAR       |
| 47343 - | 1999 XL45                | 7 dicembre 1999  | LINEAR       |
| 47344 - | 1999 XM45                | 7 dicembre 1999  | LINEAR       |
| 47345 - | 1999 XZ47                | 7 dicembre 1999  | LINEAR       |
| 47346 - | 1999 XJ48                | 7 dicembre 1999  | LINEAR       |
| 47347 - | 1999 XU49                | 7 dicembre 1999  | LINEAR       |
| 47348 - | 1999 XJ50                | 7 dicembre 1999  | LINEAR       |
| 47349 - | 1999 XD52                | 7 dicembre 1999  | LINEAR       |
| 47350 - | 1999 XR52                | 7 dicembre 1999  | LINEAR       |
| 47351 - | 1999 XO57                | 7 dicembre 1999  | LINEAR       |
| 47352 - | 1999 XE58                | 7 dicembre 1999  | LINEAR       |
| 47353 - | 1999 XB59                | 7 dicembre 1999  | LINEAR       |
| 47354 - | 1999 XU59                | 7 dicembre 1999  | LINEAR       |
| 47355 - | 1999 XG64                | 7 dicembre 1999  | LINEAR       |
| 47356 - | 1999 XJ64                | 7 dicembre 1999  | LINEAR       |
| 47357 - | 1999 XK64                | 7 dicembre 1999  | LINEAR       |
| 47358 - | 1999 XX66                | 7 dicembre 1999  | LINEAR       |
| 47359 - | 1999 XJ69                | 7 dicembre 1999  | LINEAR       |
| 47360 - | 1999 XN70                | 7 dicembre 1999  | LINEAR       |
| 47361 - | 1999 XL74                | 7 dicembre 1999  | LINEAR       |
| 47362 - | 1999 XG75                | 7 dicembre 1999  | LINEAR       |
| 47363 - | 1999 XX75                | 7 dicembre 1999  | LINEAR       |
| 47364 - | 1999 XH78                | 7 dicembre 1999  | LINEAR       |
| 47365 - | 1999 XY82                | 7 dicembre 1999  | LINEAR       |
| 47366 - | 1999 XO86                | 7 dicembre 1999  | LINEAR       |
| 47367 - | 1999 XB87                | 7 dicembre 1999  | LINEAR       |
| 47368 - | 1999 XZ87                | 7 dicembre 1999  | LINEAR       |
| 47369 - | 1999 XA88                | 7 dicembre 1999  | LINEAR       |
| 47370 - | 1999 XL88                | 7 dicembre 1999  | LINEAR       |
| 47371 - | 1999 XJ90                | 7 dicembre 1999  | LINEAR       |
| 47372 - | 1999 XW90                | 7 dicembre 1999  | LINEAR       |
| 47373 - | 1999 XT91                | 7 dicembre 1999  | LINEAR       |
| 47374 - | 1999 XX91                | 7 dicembre 1999  | LINEAR       |
| 47375 - | 1999 XT94                | 7 dicembre 1999  | LINEAR       |
| 47376 - | 1999 XW94                | 7 dicembre 1999  | LINEAR       |
| 47377 - | 1999 XY94                | 7 dicembre 1999  | LINEAR       |
| 47378 - | 1999 XN96                | 7 dicembre 1999  | LINEAR       |
| 47379 - | 1999 XB97                | 7 dicembre 1999  | LINEAR       |
| 47380 - | 1999 XC98                | 7 dicembre 1999  | LINEAR       |
| 47381 - | 1999 XQ98                | 7 dicembre 1999  | LINEAR       |
| 47382 - | 1999 XX98                | 7 dicembre 1999  | LINEAR       |
| 47383 - | 1999 XG99                | 7 dicembre 1999  | LINEAR       |
| 47384 - | 1999 XX99                | 7 dicembre 1999  | LINEAR       |
| 47385 - | 1999 XA101               | 7 dicembre 1999  | LINEAR       |
| 47386 - | 1999 XX101               | 7 dicembre 1999  | LINEAR       |
| 47387 - | 1999 XF103               | 7 dicembre 1999  | LINEAR       |
| 47388 - | 1999 XY103               | 9 dicembre 1999  | LINEAR       |
| 47389 - | 1999 XK106               | 4 dicembre 1999  | CSS          |
| 47390 - | 1999 XA107               | 4 dicembre 1999  | CSS          |
| 47391 - | 1999 XL108               | 4 dicembre 1999  | CSS          |
| 47392 - | 1999 XT109               | 4 dicembre 1999  | CSS          |
| 47393 - | 1999 XX109               | 4 dicembre 1999  | CSS          |
| 47394 - | 1999 XE110               | 4 dicembre 1999  | CSS          |
| 47395 - | 1999 XM111               | 8 dicembre 1999  | CSS          |
| 47396 - | 1999 XB115               | 11 dicembre 1999 | LINEAR       |
| 47397 - | 1999 XS115               | 5 dicembre 1999  | CSS          |
| 47398 - | 1999 XC116               | 5 dicembre 1999  | CSS          |
| 47399 - | 1999 XK116               | 5 dicembre 1999  | CSS          |
| 47400 - | 1999 XV116               | 5 dicembre 1999  | CSS          |

## 47401-47500
| Nome                | Designazione provvisoria | Data di scoperta | Scopritore               |
| ------------------- | ------------------------ | ---------------- | ------------------------ |
| 47401 -             | 1999 XG120               | 5 dicembre 1999  | CSS                      |
| 47402 -             | 1999 XQ120               | 5 dicembre 1999  | CSS                      |
| 47403 -             | 1999 XS121               | 5 dicembre 1999  | CSS                      |
| 47404 -             | 1999 XU122               | 7 dicembre 1999  | CSS                      |
| 47405 -             | 1999 XC125               | 7 dicembre 1999  | CSS                      |
| 47406 -             | 1999 XV126               | 7 dicembre 1999  | CSS                      |
| 47407 -             | 1999 XC129               | 12 dicembre 1999 | LINEAR                   |
| 47408 -             | 1999 XH130               | 12 dicembre 1999 | LINEAR                   |
| 47409 -             | 1999 XS132               | 12 dicembre 1999 | LINEAR                   |
| 47410 -             | 1999 XE135               | 6 dicembre 1999  | LINEAR                   |
| 47411 -             | 1999 XZ136               | 14 dicembre 1999 | C. W. Juels              |
| 47412 -             | 1999 XD140               | 2 dicembre 1999  | Spacewatch               |
| 47413 -             | 1999 XR144               | 15 dicembre 1999 | T. Urata                 |
| 47414 -             | 1999 XN147               | 7 dicembre 1999  | Spacewatch               |
| 47415 -             | 1999 XD154               | 8 dicembre 1999  | LINEAR                   |
| 47416 -             | 1999 XE160               | 8 dicembre 1999  | LINEAR                   |
| 47417 -             | 1999 XL160               | 8 dicembre 1999  | LINEAR                   |
| 47418 -             | 1999 XB165               | 8 dicembre 1999  | LINEAR                   |
| 47419 -             | 1999 XT165               | 8 dicembre 1999  | LINEAR                   |
| 47420 -             | 1999 XB166               | 10 dicembre 1999 | LINEAR                   |
| 47421 -             | 1999 XN166               | 10 dicembre 1999 | LINEAR                   |
| 47422 -             | 1999 XK168               | 10 dicembre 1999 | LINEAR                   |
| 47423 -             | 1999 XR168               | 10 dicembre 1999 | LINEAR                   |
| 47424 -             | 1999 XE169               | 10 dicembre 1999 | LINEAR                   |
| 47425 -             | 1999 XW169               | 10 dicembre 1999 | LINEAR                   |
| 47426 -             | 1999 XZ169               | 10 dicembre 1999 | LINEAR                   |
| 47427 -             | 1999 XA172               | 10 dicembre 1999 | LINEAR                   |
| 47428 -             | 1999 XK172               | 10 dicembre 1999 | LINEAR                   |
| 47429 -             | 1999 XN172               | 10 dicembre 1999 | LINEAR                   |
| 47430 -             | 1999 XK173               | 10 dicembre 1999 | LINEAR                   |
| 47431 -             | 1999 XZ173               | 10 dicembre 1999 | LINEAR                   |
| 47432 -             | 1999 XT175               | 10 dicembre 1999 | LINEAR                   |
| 47433 -             | 1999 XB176               | 10 dicembre 1999 | LINEAR                   |
| 47434 -             | 1999 XD176               | 10 dicembre 1999 | LINEAR                   |
| 47435 -             | 1999 XK176               | 10 dicembre 1999 | LINEAR                   |
| 47436 -             | 1999 XM176               | 10 dicembre 1999 | LINEAR                   |
| 47437 -             | 1999 XR176               | 10 dicembre 1999 | LINEAR                   |
| 47438 -             | 1999 XD177               | 10 dicembre 1999 | LINEAR                   |
| 47439 -             | 1999 XB178               | 10 dicembre 1999 | LINEAR                   |
| 47440 -             | 1999 XV181               | 12 dicembre 1999 | LINEAR                   |
| 47441 -             | 1999 XS192               | 12 dicembre 1999 | LINEAR                   |
| 47442 -             | 1999 XG193               | 12 dicembre 1999 | LINEAR                   |
| 47443 -             | 1999 XE196               | 12 dicembre 1999 | LINEAR                   |
| 47444 -             | 1999 XA205               | 12 dicembre 1999 | LINEAR                   |
| 47445 -             | 1999 XQ206               | 12 dicembre 1999 | LINEAR                   |
| 47446 -             | 1999 XM211               | 13 dicembre 1999 | LINEAR                   |
| 47447 -             | 1999 XW213               | 14 dicembre 1999 | LINEAR                   |
| 47448 -             | 1999 XN214               | 14 dicembre 1999 | LINEAR                   |
| 47449 -             | 1999 XM215               | 14 dicembre 1999 | LINEAR                   |
| 47450 -             | 1999 XD218               | 13 dicembre 1999 | Spacewatch               |
| 47451 -             | 1999 XR221               | 15 dicembre 1999 | LINEAR                   |
| 47452 -             | 1999 XY221               | 15 dicembre 1999 | LINEAR                   |
| 47453 -             | 1999 XB222               | 15 dicembre 1999 | LINEAR                   |
| 47454 -             | 1999 XL222               | 15 dicembre 1999 | LINEAR                   |
| 47455 -             | 1999 XK227               | 15 dicembre 1999 | Spacewatch               |
| 47456 -             | 1999 XZ231               | 9 dicembre 1999  | CSS                      |
| 47457 -             | 1999 XF234               | 4 dicembre 1999  | LONEOS                   |
| 47458 -             | 1999 XR238               | 4 dicembre 1999  | CSS                      |
| 47459 -             | 1999 XO241               | 13 dicembre 1999 | LONEOS                   |
| 47460 -             | 1999 XQ241               | 13 dicembre 1999 | LONEOS                   |
| 47461 -             | 1999 XG242               | 13 dicembre 1999 | LONEOS                   |
| 47462 -             | 1999 XG256               | 7 dicembre 1999  | CSS                      |
| 47463 -             | 1999 XE258               | 8 dicembre 1999  | CSS                      |
| 47464 -             | 1999 YM3                 | 18 dicembre 1999 | LINEAR                   |
| 47465 -             | 1999 YZ4                 | 28 dicembre 1999 | P. G. Comba              |
| 47466 Mayatoyoshima | 1999 YJ9                 | 31 dicembre 1999 | R. A. Tucker             |
| 47467 -             | 1999 YF13                | 30 dicembre 1999 | LONEOS                   |
| 47468 -             | 1999 YS13                | 30 dicembre 1999 | K. Korlević              |
| 47469 -             | 1999 YT20                | 30 dicembre 1999 | C. Veillet               |
| 47470 -             | 2000 AF                  | 2 gennaio 2000   | C. W. Juels              |
| 47471 -             | 2000 AM                  | 2 gennaio 2000   | C. W. Juels              |
| 47472 -             | 2000 AN2                 | 3 gennaio 2000   | T. Kobayashi             |
| 47473 Lorenzopinna  | 2000 AU2                 | 1 gennaio 2000   | M. Tombelli, A. Boattini |
| 47474 -             | 2000 AH5                 | 3 gennaio 2000   | Olathe                   |
| 47475 -             | 2000 AR7                 | 2 gennaio 2000   | LINEAR                   |
| 47476 -             | 2000 AJ8                 | 2 gennaio 2000   | LINEAR                   |
| 47477 -             | 2000 AV9                 | 2 gennaio 2000   | LINEAR                   |
| 47478 -             | 2000 AW10                | 3 gennaio 2000   | LINEAR                   |
| 47479 -             | 2000 AH11                | 3 gennaio 2000   | LINEAR                   |
| 47480 -             | 2000 AE12                | 3 gennaio 2000   | LINEAR                   |
| 47481 -             | 2000 AR12                | 3 gennaio 2000   | LINEAR                   |
| 47482 -             | 2000 AT13                | 3 gennaio 2000   | LINEAR                   |
| 47483 -             | 2000 AJ17                | 3 gennaio 2000   | LINEAR                   |
| 47484 -             | 2000 AC18                | 3 gennaio 2000   | LINEAR                   |
| 47485 -             | 2000 AO22                | 3 gennaio 2000   | LINEAR                   |
| 47486 -             | 2000 AG25                | 3 gennaio 2000   | LINEAR                   |
| 47487 -             | 2000 AK30                | 3 gennaio 2000   | LINEAR                   |
| 47488 -             | 2000 AZ32                | 3 gennaio 2000   | LINEAR                   |
| 47489 -             | 2000 AY35                | 3 gennaio 2000   | LINEAR                   |
| 47490 -             | 2000 AE37                | 3 gennaio 2000   | LINEAR                   |
| 47491 -             | 2000 AE39                | 3 gennaio 2000   | LINEAR                   |
| 47492 -             | 2000 AC41                | 3 gennaio 2000   | LINEAR                   |
| 47493 -             | 2000 AV41                | 3 gennaio 2000   | LINEAR                   |
| 47494 Gerhardangl   | 2000 AH42                | 4 gennaio 2000   | S. Sposetti              |
| 47495 -             | 2000 AD43                | 5 gennaio 2000   | LINEAR                   |
| 47496 -             | 2000 AU43                | 2 gennaio 2000   | Spacewatch               |
| 47497 -             | 2000 AE44                | 2 gennaio 2000   | Spacewatch               |
| 47498 -             | 2000 AK45                | 3 gennaio 2000   | LINEAR                   |
| 47499 -             | 2000 AH50                | 5 gennaio 2000   | K. Korlević              |
| 47500 -             | 2000 AX50                | 7 gennaio 2000   | Kleť                     |

## 47501-47600
| Nome    | Designazione provvisoria | Data di scoperta | Scopritore    |
| ------- | ------------------------ | ---------------- | ------------- |
| 47501 - | 2000 AN53                | 4 gennaio 2000   | LINEAR        |
| 47502 - | 2000 AN54                | 4 gennaio 2000   | LINEAR        |
| 47503 - | 2000 AQ54                | 4 gennaio 2000   | LINEAR        |
| 47504 - | 2000 AJ56                | 4 gennaio 2000   | LINEAR        |
| 47505 - | 2000 AB57                | 4 gennaio 2000   | LINEAR        |
| 47506 - | 2000 AA58                | 4 gennaio 2000   | LINEAR        |
| 47507 - | 2000 AM58                | 4 gennaio 2000   | LINEAR        |
| 47508 - | 2000 AQ58                | 4 gennaio 2000   | LINEAR        |
| 47509 - | 2000 AJ60                | 4 gennaio 2000   | LINEAR        |
| 47510 - | 2000 AL60                | 4 gennaio 2000   | LINEAR        |
| 47511 - | 2000 AN60                | 4 gennaio 2000   | LINEAR        |
| 47512 - | 2000 AY60                | 4 gennaio 2000   | LINEAR        |
| 47513 - | 2000 AS66                | 4 gennaio 2000   | LINEAR        |
| 47514 - | 2000 AW66                | 4 gennaio 2000   | LINEAR        |
| 47515 - | 2000 AB69                | 5 gennaio 2000   | LINEAR        |
| 47516 - | 2000 AQ69                | 5 gennaio 2000   | LINEAR        |
| 47517 - | 2000 AT71                | 5 gennaio 2000   | LINEAR        |
| 47518 - | 2000 AU71                | 5 gennaio 2000   | LINEAR        |
| 47519 - | 2000 AK79                | 5 gennaio 2000   | LINEAR        |
| 47520 - | 2000 AO79                | 5 gennaio 2000   | LINEAR        |
| 47521 - | 2000 AS84                | 5 gennaio 2000   | LINEAR        |
| 47522 - | 2000 AW84                | 5 gennaio 2000   | LINEAR        |
| 47523 - | 2000 AB85                | 5 gennaio 2000   | LINEAR        |
| 47524 - | 2000 AJ90                | 5 gennaio 2000   | LINEAR        |
| 47525 - | 2000 AL90                | 5 gennaio 2000   | LINEAR        |
| 47526 - | 2000 AM90                | 5 gennaio 2000   | LINEAR        |
| 47527 - | 2000 AR90                | 5 gennaio 2000   | LINEAR        |
| 47528 - | 2000 AE95                | 4 gennaio 2000   | LINEAR        |
| 47529 - | 2000 AM96                | 4 gennaio 2000   | LINEAR        |
| 47530 - | 2000 AO96                | 4 gennaio 2000   | LINEAR        |
| 47531 - | 2000 AY96                | 4 gennaio 2000   | LINEAR        |
| 47532 - | 2000 AF97                | 4 gennaio 2000   | LINEAR        |
| 47533 - | 2000 AY97                | 4 gennaio 2000   | LINEAR        |
| 47534 - | 2000 AD98                | 4 gennaio 2000   | LINEAR        |
| 47535 - | 2000 AA99                | 5 gennaio 2000   | LINEAR        |
| 47536 - | 2000 AB102               | 5 gennaio 2000   | LINEAR        |
| 47537 - | 2000 AP108               | 5 gennaio 2000   | LINEAR        |
| 47538 - | 2000 AR113               | 5 gennaio 2000   | LINEAR        |
| 47539 - | 2000 AZ113               | 5 gennaio 2000   | LINEAR        |
| 47540 - | 2000 AK115               | 5 gennaio 2000   | LINEAR        |
| 47541 - | 2000 AX115               | 5 gennaio 2000   | LINEAR        |
| 47542 - | 2000 AN118               | 5 gennaio 2000   | LINEAR        |
| 47543 - | 2000 AP118               | 5 gennaio 2000   | LINEAR        |
| 47544 - | 2000 AW118               | 5 gennaio 2000   | LINEAR        |
| 47545 - | 2000 AZ118               | 5 gennaio 2000   | LINEAR        |
| 47546 - | 2000 AN119               | 5 gennaio 2000   | LINEAR        |
| 47547 - | 2000 AM121               | 5 gennaio 2000   | LINEAR        |
| 47548 - | 2000 AO124               | 5 gennaio 2000   | LINEAR        |
| 47549 - | 2000 AE126               | 5 gennaio 2000   | LINEAR        |
| 47550 - | 2000 AS126               | 5 gennaio 2000   | LINEAR        |
| 47551 - | 2000 AM128               | 5 gennaio 2000   | LINEAR        |
| 47552 - | 2000 AR128               | 5 gennaio 2000   | LINEAR        |
| 47553 - | 2000 AE129               | 5 gennaio 2000   | LINEAR        |
| 47554 - | 2000 AN130               | 5 gennaio 2000   | LINEAR        |
| 47555 - | 2000 AM136               | 4 gennaio 2000   | LINEAR        |
| 47556 - | 2000 AL137               | 4 gennaio 2000   | LINEAR        |
| 47557 - | 2000 AP137               | 4 gennaio 2000   | LINEAR        |
| 47558 - | 2000 AU137               | 4 gennaio 2000   | LINEAR        |
| 47559 - | 2000 AK143               | 5 gennaio 2000   | LINEAR        |
| 47560 - | 2000 AD144               | 5 gennaio 2000   | LINEAR        |
| 47561 - | 2000 AA147               | 4 gennaio 2000   | T. Kobayashi  |
| 47562 - | 2000 AZ148               | 7 gennaio 2000   | LINEAR        |
| 47563 - | 2000 AW149               | 7 gennaio 2000   | LINEAR        |
| 47564 - | 2000 AD150               | 7 gennaio 2000   | LINEAR        |
| 47565 - | 2000 AJ150               | 7 gennaio 2000   | LINEAR        |
| 47566 - | 2000 AU150               | 8 gennaio 2000   | LINEAR        |
| 47567 - | 2000 AL154               | 2 gennaio 2000   | LINEAR        |
| 47568 - | 2000 AW155               | 3 gennaio 2000   | LINEAR        |
| 47569 - | 2000 AP159               | 3 gennaio 2000   | LINEAR        |
| 47570 - | 2000 AM162               | 4 gennaio 2000   | LINEAR        |
| 47571 - | 2000 AT162               | 4 gennaio 2000   | LINEAR        |
| 47572 - | 2000 AK167               | 8 gennaio 2000   | LINEAR        |
| 47573 - | 2000 AV170               | 7 gennaio 2000   | LINEAR        |
| 47574 - | 2000 AF171               | 7 gennaio 2000   | LINEAR        |
| 47575 - | 2000 AL172               | 7 gennaio 2000   | LINEAR        |
| 47576 - | 2000 AW172               | 7 gennaio 2000   | LINEAR        |
| 47577 - | 2000 AD173               | 7 gennaio 2000   | LINEAR        |
| 47578 - | 2000 AT174               | 7 gennaio 2000   | LINEAR        |
| 47579 - | 2000 AW174               | 7 gennaio 2000   | LINEAR        |
| 47580 - | 2000 AQ175               | 7 gennaio 2000   | LINEAR        |
| 47581 - | 2000 AN178               | 7 gennaio 2000   | LINEAR        |
| 47582 - | 2000 AO179               | 7 gennaio 2000   | LINEAR        |
| 47583 - | 2000 AW182               | 7 gennaio 2000   | LINEAR        |
| 47584 - | 2000 AX182               | 7 gennaio 2000   | LINEAR        |
| 47585 - | 2000 AA192               | 8 gennaio 2000   | LINEAR        |
| 47586 - | 2000 AE193               | 8 gennaio 2000   | LINEAR        |
| 47587 - | 2000 AU198               | 8 gennaio 2000   | LINEAR        |
| 47588 - | 2000 AM201               | 9 gennaio 2000   | LINEAR        |
| 47589 - | 2000 AY201               | 9 gennaio 2000   | LINEAR        |
| 47590 - | 2000 AY202               | 10 gennaio 2000  | LINEAR        |
| 47591 - | 2000 AD203               | 10 gennaio 2000  | LINEAR        |
| 47592 - | 2000 AO203               | 10 gennaio 2000  | LINEAR        |
| 47593 - | 2000 AF204               | 12 gennaio 2000  | D. K. Chesney |
| 47594 - | 2000 AQ204               | 8 gennaio 2000   | LINEAR        |
| 47595 - | 2000 AK207               | 3 gennaio 2000   | Spacewatch    |
| 47596 - | 2000 AA213               | 6 gennaio 2000   | Spacewatch    |
| 47597 - | 2000 AK214               | 6 gennaio 2000   | Spacewatch    |
| 47598 - | 2000 AR215               | 7 gennaio 2000   | Spacewatch    |
| 47599 - | 2000 AB216               | 7 gennaio 2000   | Spacewatch    |
| 47600 - | 2000 AF227               | 10 gennaio 2000  | Spacewatch    |

## 47601-47700
| Nome               | Designazione provvisoria | Data di scoperta | Scopritore   |
| ------------------ | ------------------------ | ---------------- | ------------ |
| 47601 -            | 2000 AQ227               | 10 gennaio 2000  | Spacewatch   |
| 47602 -            | 2000 AC231               | 4 gennaio 2000   | LONEOS       |
| 47603 -            | 2000 AV232               | 4 gennaio 2000   | LINEAR       |
| 47604 -            | 2000 AF236               | 5 gennaio 2000   | LONEOS       |
| 47605 -            | 2000 AT237               | 5 gennaio 2000   | LINEAR       |
| 47606 -            | 2000 AA238               | 6 gennaio 2000   | LONEOS       |
| 47607 -            | 2000 AN242               | 7 gennaio 2000   | LINEAR       |
| 47608 -            | 2000 AE243               | 7 gennaio 2000   | LONEOS       |
| 47609 -            | 2000 AN251               | 5 gennaio 2000   | LINEAR       |
| 47610 -            | 2000 AY254               | 6 gennaio 2000   | LINEAR       |
| 47611 -            | 2000 BL1                 | 26 gennaio 2000  | Spacewatch   |
| 47612 -            | 2000 BO4                 | 21 gennaio 2000  | LINEAR       |
| 47613 -            | 2000 BP12                | 28 gennaio 2000  | Spacewatch   |
| 47614 -            | 2000 BO14                | 28 gennaio 2000  | T. Kobayashi |
| 47615 -            | 2000 BT22                | 27 gennaio 2000  | K. Korlević  |
| 47616 -            | 2000 BC26                | 30 gennaio 2000  | LINEAR       |
| 47617 -            | 2000 BC27                | 30 gennaio 2000  | LINEAR       |
| 47618 -            | 2000 BD27                | 30 gennaio 2000  | LINEAR       |
| 47619 Johnpursch   | 2000 BW28                | 30 gennaio 2000  | CSS          |
| 47620 Joeplassmann | 2000 BA29                | 30 gennaio 2000  | CSS          |
| 47621 -            | 2000 BO29                | 28 gennaio 2000  | LINEAR       |
| 47622 -            | 2000 BQ32                | 28 gennaio 2000  | Spacewatch   |
| 47623 -            | 2000 BF38                | 28 gennaio 2000  | Spacewatch   |
| 47624 -            | 2000 BG41                | 30 gennaio 2000  | Spacewatch   |
| 47625 -            | 2000 BB49                | 26 gennaio 2000  | Spacewatch   |
| 47626 -            | 2000 BS49                | 21 gennaio 2000  | LINEAR       |
| 47627 Kendomanik   | 2000 CX                  | 1 febbraio 2000  | CSS          |
| 47628 -            | 2000 CJ2                 | 2 febbraio 2000  | T. Kobayashi |
| 47629 -            | 2000 CR4                 | 2 febbraio 2000  | LINEAR       |
| 47630 -            | 2000 CF6                 | 2 febbraio 2000  | LINEAR       |
| 47631 -            | 2000 CY17                | 2 febbraio 2000  | LINEAR       |
| 47632 -            | 2000 CA21                | 2 febbraio 2000  | LINEAR       |
| 47633 -            | 2000 CG23                | 2 febbraio 2000  | LINEAR       |
| 47634 -            | 2000 CN24                | 2 febbraio 2000  | LINEAR       |
| 47635 -            | 2000 CH25                | 2 febbraio 2000  | LINEAR       |
| 47636 -            | 2000 CV25                | 2 febbraio 2000  | LINEAR       |
| 47637 -            | 2000 CD28                | 2 febbraio 2000  | LINEAR       |
| 47638 -            | 2000 CP28                | 2 febbraio 2000  | LINEAR       |
| 47639 -            | 2000 CT29                | 2 febbraio 2000  | LINEAR       |
| 47640 -            | 2000 CA30                | 2 febbraio 2000  | LINEAR       |
| 47641 -            | 2000 CE30                | 2 febbraio 2000  | LINEAR       |
| 47642 -            | 2000 CF30                | 2 febbraio 2000  | LINEAR       |
| 47643 -            | 2000 CM30                | 2 febbraio 2000  | LINEAR       |
| 47644 -            | 2000 CO36                | 2 febbraio 2000  | LINEAR       |
| 47645 -            | 2000 CD37                | 2 febbraio 2000  | LINEAR       |
| 47646 -            | 2000 CE37                | 2 febbraio 2000  | LINEAR       |
| 47647 -            | 2000 CH38                | 3 febbraio 2000  | LINEAR       |
| 47648 -            | 2000 CA40                | 2 febbraio 2000  | LINEAR       |
| 47649 Susanbrew    | 2000 CP40                | 1 febbraio 2000  | CSS          |
| 47650 Tuthill      | 2000 CU40                | 1 febbraio 2000  | CSS          |
| 47651 -            | 2000 CV42                | 2 febbraio 2000  | LINEAR       |
| 47652 -            | 2000 CL44                | 2 febbraio 2000  | LINEAR       |
| 47653 -            | 2000 CD45                | 2 febbraio 2000  | LINEAR       |
| 47654 -            | 2000 CP46                | 2 febbraio 2000  | LINEAR       |
| 47655 -            | 2000 CB48                | 2 febbraio 2000  | LINEAR       |
| 47656 -            | 2000 CD48                | 2 febbraio 2000  | LINEAR       |
| 47657 -            | 2000 CE48                | 2 febbraio 2000  | LINEAR       |
| 47658 -            | 2000 CL48                | 2 febbraio 2000  | LINEAR       |
| 47659 -            | 2000 CM49                | 2 febbraio 2000  | LINEAR       |
| 47660 -            | 2000 CA51                | 2 febbraio 2000  | LINEAR       |
| 47661 -            | 2000 CP52                | 2 febbraio 2000  | LINEAR       |
| 47662 -            | 2000 CN53                | 2 febbraio 2000  | LINEAR       |
| 47663 -            | 2000 CD54                | 2 febbraio 2000  | LINEAR       |
| 47664 -            | 2000 CE54                | 2 febbraio 2000  | LINEAR       |
| 47665 -            | 2000 CX55                | 4 febbraio 2000  | LINEAR       |
| 47666 -            | 2000 CA58                | 5 febbraio 2000  | LINEAR       |
| 47667 -            | 2000 CD58                | 5 febbraio 2000  | LINEAR       |
| 47668 -            | 2000 CM60                | 2 febbraio 2000  | LINEAR       |
| 47669 -            | 2000 CC62                | 2 febbraio 2000  | LINEAR       |
| 47670 -            | 2000 CA63                | 2 febbraio 2000  | LINEAR       |
| 47671 -            | 2000 CP63                | 2 febbraio 2000  | LINEAR       |
| 47672 -            | 2000 CZ63                | 2 febbraio 2000  | LINEAR       |
| 47673 -            | 2000 CF64                | 3 febbraio 2000  | LINEAR       |
| 47674 -            | 2000 CT65                | 4 febbraio 2000  | LINEAR       |
| 47675 -            | 2000 CW66                | 6 febbraio 2000  | LINEAR       |
| 47676 -            | 2000 CE71                | 7 febbraio 2000  | LINEAR       |
| 47677 -            | 2000 CO71                | 7 febbraio 2000  | LINEAR       |
| 47678 -            | 2000 CT75                | 7 febbraio 2000  | LINEAR       |
| 47679 -            | 2000 CN76                | 10 febbraio 2000 | K. Korlević  |
| 47680 -            | 2000 CC77                | 10 febbraio 2000 | K. Korlević  |
| 47681 -            | 2000 CZ77                | 7 febbraio 2000  | Spacewatch   |
| 47682 -            | 2000 CO82                | 4 febbraio 2000  | LINEAR       |
| 47683 -            | 2000 CR82                | 4 febbraio 2000  | LINEAR       |
| 47684 -            | 2000 CT83                | 4 febbraio 2000  | LINEAR       |
| 47685 -            | 2000 CC84                | 4 febbraio 2000  | LINEAR       |
| 47686 -            | 2000 CA86                | 4 febbraio 2000  | LINEAR       |
| 47687 -            | 2000 CW86                | 4 febbraio 2000  | LINEAR       |
| 47688 -            | 2000 CO88                | 4 febbraio 2000  | LINEAR       |
| 47689 -            | 2000 CN91                | 6 febbraio 2000  | LINEAR       |
| 47690 -            | 2000 CQ92                | 6 febbraio 2000  | LINEAR       |
| 47691 -            | 2000 CT92                | 6 febbraio 2000  | LINEAR       |
| 47692 -            | 2000 CC94                | 8 febbraio 2000  | LINEAR       |
| 47693 -            | 2000 CG94                | 8 febbraio 2000  | LINEAR       |
| 47694 -            | 2000 CO94                | 8 febbraio 2000  | LINEAR       |
| 47695 -            | 2000 CC99                | 8 febbraio 2000  | Spacewatch   |
| 47696 -            | 2000 CK100               | 10 febbraio 2000 | Spacewatch   |
| 47697 -            | 2000 CZ101               | 2 febbraio 2000  | LINEAR       |
| 47698 -            | 2000 CG109               | 5 febbraio 2000  | CSS          |
| 47699 -            | 2000 CP116               | 3 febbraio 2000  | LINEAR       |
| 47700 -            | 2000 CQ121               | 3 febbraio 2000  | LINEAR       |

## 47701-47800
| Nome               | Designazione provvisoria | Data di scoperta | Scopritore  |
| ------------------ | ------------------------ | ---------------- | ----------- |
| 47701 -            | 2000 DA1                 | 25 febbraio 2000 | LINEAR      |
| 47702 -            | 2000 DE2                 | 26 febbraio 2000 | Spacewatch  |
| 47703 -            | 2000 DR2                 | 27 febbraio 2000 | Spacewatch  |
| 47704 -            | 2000 DN4                 | 28 febbraio 2000 | LINEAR      |
| 47705 -            | 2000 DT9                 | 26 febbraio 2000 | Spacewatch  |
| 47706 -            | 2000 DH12                | 27 febbraio 2000 | Spacewatch  |
| 47707 Jamieson     | 2000 DB15                | 26 febbraio 2000 | CSS         |
| 47708 Jimhamilton  | 2000 DR15                | 26 febbraio 2000 | CSS         |
| 47709 -            | 2000 DC16                | 28 febbraio 2000 | K. Korlević |
| 47710 -            | 2000 DJ16                | 29 febbraio 2000 | K. Korlević |
| 47711 -            | 2000 DL16                | 29 febbraio 2000 | K. Korlević |
| 47712 -            | 2000 DB23                | 29 febbraio 2000 | LINEAR      |
| 47713 -            | 2000 DM23                | 29 febbraio 2000 | LINEAR      |
| 47714 -            | 2000 DS24                | 29 febbraio 2000 | LINEAR      |
| 47715 -            | 2000 DG25                | 29 febbraio 2000 | LINEAR      |
| 47716 -            | 2000 DQ25                | 29 febbraio 2000 | LINEAR      |
| 47717 -            | 2000 DU28                | 29 febbraio 2000 | LINEAR      |
| 47718 -            | 2000 DV29                | 29 febbraio 2000 | LINEAR      |
| 47719 -            | 2000 DC30                | 29 febbraio 2000 | LINEAR      |
| 47720 -            | 2000 DR34                | 29 febbraio 2000 | LINEAR      |
| 47721 -            | 2000 DS34                | 29 febbraio 2000 | LINEAR      |
| 47722 -            | 2000 DZ35                | 29 febbraio 2000 | LINEAR      |
| 47723 -            | 2000 DV37                | 29 febbraio 2000 | LINEAR      |
| 47724 -            | 2000 DE38                | 29 febbraio 2000 | LINEAR      |
| 47725 -            | 2000 DW39                | 29 febbraio 2000 | LINEAR      |
| 47726 -            | 2000 DE42                | 29 febbraio 2000 | LINEAR      |
| 47727 -            | 2000 DG44                | 29 febbraio 2000 | LINEAR      |
| 47728 -            | 2000 DP45                | 29 febbraio 2000 | LINEAR      |
| 47729 -            | 2000 DR45                | 29 febbraio 2000 | LINEAR      |
| 47730 -            | 2000 DY46                | 29 febbraio 2000 | LINEAR      |
| 47731 -            | 2000 DM48                | 29 febbraio 2000 | LINEAR      |
| 47732 -            | 2000 DR51                | 29 febbraio 2000 | LINEAR      |
| 47733 -            | 2000 DW51                | 29 febbraio 2000 | LINEAR      |
| 47734 -            | 2000 DX55                | 29 febbraio 2000 | LINEAR      |
| 47735 -            | 2000 DS60                | 29 febbraio 2000 | LINEAR      |
| 47736 -            | 2000 DG61                | 29 febbraio 2000 | LINEAR      |
| 47737 -            | 2000 DT66                | 29 febbraio 2000 | LINEAR      |
| 47738 -            | 2000 DB68                | 29 febbraio 2000 | LINEAR      |
| 47739 -            | 2000 DD69                | 29 febbraio 2000 | LINEAR      |
| 47740 -            | 2000 DC71                | 29 febbraio 2000 | LINEAR      |
| 47741 -            | 2000 DQ71                | 29 febbraio 2000 | LINEAR      |
| 47742 -            | 2000 DX73                | 29 febbraio 2000 | LINEAR      |
| 47743 -            | 2000 DH74                | 29 febbraio 2000 | LINEAR      |
| 47744 -            | 2000 DJ75                | 29 febbraio 2000 | LINEAR      |
| 47745 -            | 2000 DE77                | 29 febbraio 2000 | LINEAR      |
| 47746 -            | 2000 DY77                | 29 febbraio 2000 | LINEAR      |
| 47747 -            | 2000 DH81                | 28 febbraio 2000 | LINEAR      |
| 47748 -            | 2000 DF82                | 28 febbraio 2000 | LINEAR      |
| 47749 -            | 2000 DX82                | 28 febbraio 2000 | LINEAR      |
| 47750 -            | 2000 DM85                | 29 febbraio 2000 | LINEAR      |
| 47751 -            | 2000 DO85                | 29 febbraio 2000 | LINEAR      |
| 47752 -            | 2000 DD87                | 29 febbraio 2000 | LINEAR      |
| 47753 -            | 2000 DY92                | 28 febbraio 2000 | LINEAR      |
| 47754 -            | 2000 DE94                | 28 febbraio 2000 | LINEAR      |
| 47755 -            | 2000 DL94                | 28 febbraio 2000 | LINEAR      |
| 47756 -            | 2000 DO96                | 29 febbraio 2000 | LINEAR      |
| 47757 -            | 2000 DD98                | 29 febbraio 2000 | LINEAR      |
| 47758 -            | 2000 DV98                | 29 febbraio 2000 | LINEAR      |
| 47759 -            | 2000 DR99                | 29 febbraio 2000 | LINEAR      |
| 47760 -            | 2000 DQ100               | 29 febbraio 2000 | LINEAR      |
| 47761 -            | 2000 DR100               | 29 febbraio 2000 | LINEAR      |
| 47762 -            | 2000 DT100               | 29 febbraio 2000 | LINEAR      |
| 47763 -            | 2000 DR101               | 29 febbraio 2000 | LINEAR      |
| 47764 -            | 2000 DX102               | 29 febbraio 2000 | LINEAR      |
| 47765 -            | 2000 DZ102               | 29 febbraio 2000 | LINEAR      |
| 47766 -            | 2000 DP103               | 29 febbraio 2000 | LINEAR      |
| 47767 -            | 2000 DR103               | 29 febbraio 2000 | LINEAR      |
| 47768 -            | 2000 DD104               | 29 febbraio 2000 | LINEAR      |
| 47769 -            | 2000 DK104               | 29 febbraio 2000 | LINEAR      |
| 47770 -            | 2000 DN104               | 29 febbraio 2000 | LINEAR      |
| 47771 -            | 2000 DC105               | 29 febbraio 2000 | LINEAR      |
| 47772 -            | 2000 DO107               | 29 febbraio 2000 | LINEAR      |
| 47773 -            | 2000 DV108               | 29 febbraio 2000 | LINEAR      |
| 47774 -            | 2000 DC110               | 29 febbraio 2000 | LINEAR      |
| 47775 Johnanderson | 2000 DX115               | 27 febbraio 2000 | CSS         |
| 47776 -            | 2000 EX                  | 3 marzo 2000     | K. Korlević |
| 47777 -            | 2000 EK9                 | 3 marzo 2000     | LINEAR      |
| 47778 -            | 2000 EX10                | 4 marzo 2000     | LINEAR      |
| 47779 -            | 2000 EE11                | 4 marzo 2000     | LINEAR      |
| 47780 -            | 2000 EM13                | 5 marzo 2000     | LINEAR      |
| 47781 -            | 2000 EK17                | 3 marzo 2000     | LINEAR      |
| 47782 -            | 2000 EL18                | 5 marzo 2000     | LINEAR      |
| 47783 -            | 2000 EU19                | 5 marzo 2000     | LINEAR      |
| 47784 -            | 2000 EY19                | 7 marzo 2000     | LINEAR      |
| 47785 -            | 2000 EL20                | 3 marzo 2000     | CSS         |
| 47786 -            | 2000 EQ20                | 3 marzo 2000     | CSS         |
| 47787 -            | 2000 EW24                | 8 marzo 2000     | Spacewatch  |
| 47788 -            | 2000 EB26                | 8 marzo 2000     | Spacewatch  |
| 47789 -            | 2000 ED26                | 8 marzo 2000     | Spacewatch  |
| 47790 -            | 2000 EJ30                | 5 marzo 2000     | LINEAR      |
| 47791 -            | 2000 EC31                | 5 marzo 2000     | LINEAR      |
| 47792 -            | 2000 EV31                | 5 marzo 2000     | LINEAR      |
| 47793 -            | 2000 EO32                | 5 marzo 2000     | LINEAR      |
| 47794 -            | 2000 EP38                | 8 marzo 2000     | LINEAR      |
| 47795 -            | 2000 ER38                | 8 marzo 2000     | LINEAR      |
| 47796 -            | 2000 EN40                | 8 marzo 2000     | LINEAR      |
| 47797 -            | 2000 EQ40                | 8 marzo 2000     | LINEAR      |
| 47798 -            | 2000 EP45                | 9 marzo 2000     | LINEAR      |
| 47799 -            | 2000 ES49                | 9 marzo 2000     | LINEAR      |
| 47800 -            | 2000 ED50                | 7 marzo 2000     | K. Korlević |

## 47801-47900
| Nome                | Designazione provvisoria | Data di scoperta | Scopritore |
| ------------------- | ------------------------ | ---------------- | ---------- |
| 47801 -             | 2000 EF55                | 10 marzo 2000    | Spacewatch |
| 47802 -             | 2000 EZ56                | 8 marzo 2000     | LINEAR     |
| 47803 -             | 2000 EK58                | 8 marzo 2000     | LINEAR     |
| 47804 -             | 2000 EP59                | 10 marzo 2000    | LINEAR     |
| 47805 -             | 2000 EY60                | 10 marzo 2000    | LINEAR     |
| 47806 -             | 2000 EV65                | 10 marzo 2000    | LINEAR     |
| 47807 -             | 2000 ED67                | 10 marzo 2000    | LINEAR     |
| 47808 -             | 2000 EG67                | 10 marzo 2000    | LINEAR     |
| 47809 -             | 2000 EA78                | 5 marzo 2000     | LINEAR     |
| 47810 -             | 2000 EE79                | 5 marzo 2000     | LINEAR     |
| 47811 -             | 2000 ER79                | 5 marzo 2000     | LINEAR     |
| 47812 -             | 2000 EW79                | 5 marzo 2000     | LINEAR     |
| 47813 -             | 2000 EK84                | 6 marzo 2000     | LINEAR     |
| 47814 -             | 2000 ED85                | 8 marzo 2000     | LINEAR     |
| 47815 -             | 2000 EP85                | 8 marzo 2000     | LINEAR     |
| 47816 -             | 2000 EE86                | 8 marzo 2000     | LINEAR     |
| 47817 -             | 2000 EW89                | 9 marzo 2000     | LINEAR     |
| 47818 -             | 2000 EA91                | 9 marzo 2000     | LINEAR     |
| 47819 -             | 2000 EJ91                | 9 marzo 2000     | LINEAR     |
| 47820 -             | 2000 EB93                | 9 marzo 2000     | LINEAR     |
| 47821 -             | 2000 EN93                | 9 marzo 2000     | LINEAR     |
| 47822 -             | 2000 EX95                | 11 marzo 2000    | LINEAR     |
| 47823 -             | 2000 EK97                | 10 marzo 2000    | LINEAR     |
| 47824 -             | 2000 ED103               | 11 marzo 2000    | LINEAR     |
| 47825 -             | 2000 EO103               | 12 marzo 2000    | LINEAR     |
| 47826 -             | 2000 EC105               | 11 marzo 2000    | LONEOS     |
| 47827 -             | 2000 EJ105               | 11 marzo 2000    | LONEOS     |
| 47828 -             | 2000 EV109               | 8 marzo 2000     | Spacewatch |
| 47829 -             | 2000 EF110               | 8 marzo 2000     | NEAT       |
| 47830 -             | 2000 EF111               | 8 marzo 2000     | NEAT       |
| 47831 -             | 2000 ED112               | 9 marzo 2000     | LINEAR     |
| 47832 -             | 2000 EC113               | 9 marzo 2000     | LINEAR     |
| 47833 -             | 2000 EJ114               | 9 marzo 2000     | LINEAR     |
| 47834 -             | 2000 EN114               | 9 marzo 2000     | LINEAR     |
| 47835 Stevecoe      | 2000 EK116               | 10 marzo 2000    | CSS        |
| 47836 -             | 2000 EU116               | 10 marzo 2000    | LINEAR     |
| 47837 -             | 2000 EB118               | 11 marzo 2000    | LONEOS     |
| 47838 -             | 2000 EP119               | 11 marzo 2000    | LONEOS     |
| 47839 -             | 2000 ES119               | 11 marzo 2000    | LONEOS     |
| 47840 -             | 2000 EW119               | 11 marzo 2000    | LONEOS     |
| 47841 -             | 2000 EO121               | 11 marzo 2000    | LONEOS     |
| 47842 -             | 2000 EH122               | 11 marzo 2000    | LONEOS     |
| 47843 Maxson        | 2000 EC123               | 11 marzo 2000    | CSS        |
| 47844 -             | 2000 EQ126               | 11 marzo 2000    | LONEOS     |
| 47845 -             | 2000 ED129               | 11 marzo 2000    | LONEOS     |
| 47846 -             | 2000 EM133               | 11 marzo 2000    | LINEAR     |
| 47847 -             | 2000 EV133               | 11 marzo 2000    | LONEOS     |
| 47848 -             | 2000 EY133               | 11 marzo 2000    | LINEAR     |
| 47849 -             | 2000 EY135               | 11 marzo 2000    | LONEOS     |
| 47850 -             | 2000 EB137               | 12 marzo 2000    | LINEAR     |
| 47851 Budine        | 2000 EW139               | 12 marzo 2000    | CSS        |
| 47852 -             | 2000 EQ140               | 2 marzo 2000     | CSS        |
| 47853 -             | 2000 EA144               | 3 marzo 2000     | CSS        |
| 47854 -             | 2000 EY150               | 5 marzo 2000     | NEAT       |
| 47855 -             | 2000 EU153               | 6 marzo 2000     | NEAT       |
| 47856 -             | 2000 EO154               | 6 marzo 2000     | NEAT       |
| 47857 -             | 2000 ET155               | 9 marzo 2000     | LINEAR     |
| 47858 -             | 2000 EB158               | 12 marzo 2000    | LONEOS     |
| 47859 -             | 2000 EJ158               | 12 marzo 2000    | LONEOS     |
| 47860 -             | 2000 EX163               | 3 marzo 2000     | LINEAR     |
| 47861 -             | 2000 EY169               | 5 marzo 2000     | LINEAR     |
| 47862 Nancyramos    | 2000 ED175               | 2 marzo 2000     | CSS        |
| 47863 -             | 2000 EC180               | 4 marzo 2000     | LINEAR     |
| 47864 -             | 2000 EN184               | 5 marzo 2000     | LINEAR     |
| 47865 -             | 2000 FK3                 | 28 marzo 2000    | LINEAR     |
| 47866 -             | 2000 FM5                 | 25 marzo 2000    | Spacewatch |
| 47867 -             | 2000 FC6                 | 25 marzo 2000    | Spacewatch |
| 47868 -             | 2000 FS11                | 28 marzo 2000    | LINEAR     |
| 47869 -             | 2000 FF12                | 28 marzo 2000    | LINEAR     |
| 47870 -             | 2000 FK13                | 29 marzo 2000    | LINEAR     |
| 47871 -             | 2000 FQ13                | 29 marzo 2000    | LINEAR     |
| 47872 -             | 2000 FV15                | 28 marzo 2000    | LINEAR     |
| 47873 -             | 2000 FV16                | 28 marzo 2000    | LINEAR     |
| 47874 -             | 2000 FP17                | 29 marzo 2000    | LINEAR     |
| 47875 -             | 2000 FG21                | 29 marzo 2000    | LINEAR     |
| 47876 -             | 2000 FM21                | 29 marzo 2000    | LINEAR     |
| 47877 -             | 2000 FE23                | 29 marzo 2000    | LINEAR     |
| 47878 -             | 2000 FK25                | 26 marzo 2000    | LONEOS     |
| 47879 -             | 2000 FR26                | 27 marzo 2000    | LONEOS     |
| 47880 -             | 2000 FY27                | 27 marzo 2000    | LONEOS     |
| 47881 -             | 2000 FV30                | 27 marzo 2000    | LONEOS     |
| 47882 -             | 2000 FT38                | 29 marzo 2000    | LINEAR     |
| 47883 -             | 2000 FZ39                | 29 marzo 2000    | LINEAR     |
| 47884 -             | 2000 FN40                | 29 marzo 2000    | LINEAR     |
| 47885 -             | 2000 FB42                | 29 marzo 2000    | LINEAR     |
| 47886 -             | 2000 FT42                | 28 marzo 2000    | LINEAR     |
| 47887 -             | 2000 FY42                | 28 marzo 2000    | LINEAR     |
| 47888 -             | 2000 FC46                | 29 marzo 2000    | LINEAR     |
| 47889 -             | 2000 FL47                | 29 marzo 2000    | LINEAR     |
| 47890 -             | 2000 FB49                | 30 marzo 2000    | LINEAR     |
| 47891 García-Migani | 2000 FO65                | 27 marzo 2000    | LONEOS     |
| 47892 -             | 2000 GT5                 | 4 aprile 2000    | LINEAR     |
| 47893 -             | 2000 GY11                | 5 aprile 2000    | LINEAR     |
| 47894 -             | 2000 GS21                | 5 aprile 2000    | LINEAR     |
| 47895 -             | 2000 GZ25                | 5 aprile 2000    | LINEAR     |
| 47896 -             | 2000 GE36                | 5 aprile 2000    | LINEAR     |
| 47897 -             | 2000 GO38                | 5 aprile 2000    | LINEAR     |
| 47898 -             | 2000 GA47                | 5 aprile 2000    | LINEAR     |
| 47899 -             | 2000 GO48                | 5 aprile 2000    | LINEAR     |
| 47900 -             | 2000 GS48                | 5 aprile 2000    | LINEAR     |

## 47901-48000
| Nome          | Designazione provvisoria | Data di scoperta  | Scopritore   |
| ------------- | ------------------------ | ----------------- | ------------ |
| 47901 -       | 2000 GH54                | 5 aprile 2000     | LINEAR       |
| 47902 -       | 2000 GM55                | 5 aprile 2000     | LINEAR       |
| 47903 -       | 2000 GX55                | 5 aprile 2000     | LINEAR       |
| 47904 -       | 2000 GW56                | 5 aprile 2000     | LINEAR       |
| 47905 -       | 2000 GN63                | 5 aprile 2000     | LINEAR       |
| 47906 -       | 2000 GV67                | 5 aprile 2000     | LINEAR       |
| 47907 -       | 2000 GT71                | 5 aprile 2000     | LINEAR       |
| 47908 -       | 2000 GH72                | 5 aprile 2000     | LINEAR       |
| 47909 -       | 2000 GC74                | 5 aprile 2000     | LINEAR       |
| 47910 -       | 2000 GY74                | 5 aprile 2000     | LINEAR       |
| 47911 -       | 2000 GT76                | 5 aprile 2000     | LINEAR       |
| 47912 -       | 2000 GA81                | 6 aprile 2000     | LINEAR       |
| 47913 -       | 2000 GR81                | 6 aprile 2000     | LINEAR       |
| 47914 -       | 2000 GM90                | 4 aprile 2000     | LINEAR       |
| 47915 -       | 2000 GG91                | 4 aprile 2000     | LINEAR       |
| 47916 -       | 2000 GA98                | 7 aprile 2000     | LINEAR       |
| 47917 -       | 2000 GO100               | 7 aprile 2000     | LINEAR       |
| 47918 -       | 2000 GN101               | 7 aprile 2000     | LINEAR       |
| 47919 -       | 2000 GS101               | 7 aprile 2000     | LINEAR       |
| 47920 -       | 2000 GZ104               | 7 aprile 2000     | LINEAR       |
| 47921 -       | 2000 GW106               | 7 aprile 2000     | LINEAR       |
| 47922 -       | 2000 GK109               | 7 aprile 2000     | LINEAR       |
| 47923 -       | 2000 GJ111               | 3 aprile 2000     | LONEOS       |
| 47924 -       | 2000 GS113               | 7 aprile 2000     | LINEAR       |
| 47925 -       | 2000 GC118               | 2 aprile 2000     | Spacewatch   |
| 47926 -       | 2000 GK135               | 8 aprile 2000     | LINEAR       |
| 47927 -       | 2000 GG148               | 5 aprile 2000     | LINEAR       |
| 47928 -       | 2000 GD154               | 6 aprile 2000     | LONEOS       |
| 47929 -       | 2000 GZ156               | 6 aprile 2000     | LINEAR       |
| 47930 -       | 2000 GK159               | 7 aprile 2000     | LINEAR       |
| 47931 Stifler | 2000 GG167               | 4 aprile 2000     | LONEOS       |
| 47932 -       | 2000 GN171               | 1 aprile 2000     | A. Gleason   |
| 47933 -       | 2000 HS7                 | 27 aprile 2000    | LINEAR       |
| 47934 -       | 2000 HU7                 | 27 aprile 2000    | LINEAR       |
| 47935 -       | 2000 HR11                | 28 aprile 2000    | LINEAR       |
| 47936 -       | 2000 HS29                | 28 aprile 2000    | LINEAR       |
| 47937 -       | 2000 HB44                | 25 aprile 2000    | LONEOS       |
| 47938 -       | 2000 HL45                | 26 aprile 2000    | LONEOS       |
| 47939 -       | 2000 HO58                | 25 aprile 2000    | Spacewatch   |
| 47940 -       | 2000 HE59                | 25 aprile 2000    | LONEOS       |
| 47941 -       | 2000 HU61                | 25 aprile 2000    | LONEOS       |
| 47942 -       | 2000 HW76                | 27 aprile 2000    | LINEAR       |
| 47943 -       | 2000 HS77                | 28 aprile 2000    | LINEAR       |
| 47944 -       | 2000 JK12                | 5 maggio 2000     | LINEAR       |
| 47945 -       | 2000 JY18                | 3 maggio 2000     | LINEAR       |
| 47946 -       | 2000 JB52                | 9 maggio 2000     | LINEAR       |
| 47947 -       | 2000 JT72                | 2 maggio 2000     | LONEOS       |
| 47948 -       | 2000 KD32                | 28 maggio 2000    | LINEAR       |
| 47949 -       | 2000 KW34                | 27 maggio 2000    | LINEAR       |
| 47950 -       | 2000 MP                  | 24 giugno 2000    | Spacewatch   |
| 47951 -       | 2000 OS15                | 23 luglio 2000    | LINEAR       |
| 47952 -       | 2000 OM16                | 23 luglio 2000    | LINEAR       |
| 47953 -       | 2000 QJ27                | 24 agosto 2000    | LINEAR       |
| 47954 -       | 2000 QF40                | 24 agosto 2000    | LINEAR       |
| 47955 -       | 2000 QZ73                | 24 agosto 2000    | LINEAR       |
| 47956 -       | 2000 QS103               | 28 agosto 2000    | LINEAR       |
| 47957 -       | 2000 QN116               | 28 agosto 2000    | LINEAR       |
| 47958 -       | 2000 QV142               | 31 agosto 2000    | LINEAR       |
| 47959 -       | 2000 QP168               | 31 agosto 2000    | LINEAR       |
| 47960 -       | 2000 RS54                | 3 settembre 2000  | LINEAR       |
| 47961 -       | 2000 RR69                | 2 settembre 2000  | LINEAR       |
| 47962 -       | 2000 RU69                | 2 settembre 2000  | LINEAR       |
| 47963 -       | 2000 SO56                | 24 settembre 2000 | LINEAR       |
| 47964 -       | 2000 SG131               | 22 settembre 2000 | LINEAR       |
| 47965 -       | 2000 SP148               | 24 settembre 2000 | LINEAR       |
| 47966 -       | 2000 SE261               | 24 settembre 2000 | LINEAR       |
| 47967 -       | 2000 SL298               | 28 settembre 2000 | LINEAR       |
| 47968 -       | 2000 TZ55                | 1 ottobre 2000    | LONEOS       |
| 47969 -       | 2000 TG64                | 5 ottobre 2000    | LINEAR       |
| 47970 -       | 2000 UR62                | 25 ottobre 2000   | LINEAR       |
| 47971 -       | 2000 VO4                 | 1 novembre 2000   | LINEAR       |
| 47972 -       | 2000 VW15                | 1 novembre 2000   | LINEAR       |
| 47973 -       | 2000 VL46                | 3 novembre 2000   | LINEAR       |
| 47974 -       | 2000 WN23                | 20 novembre 2000  | LINEAR       |
| 47975 -       | 2000 WE26                | 21 novembre 2000  | LINEAR       |
| 47976 -       | 2000 WU88                | 20 novembre 2000  | LINEAR       |
| 47977 -       | 2000 WC154               | 30 novembre 2000  | LINEAR       |
| 47978 -       | 2000 WJ166               | 24 novembre 2000  | LONEOS       |
| 47979 -       | 2000 WD179               | 25 novembre 2000  | LINEAR       |
| 47980 -       | 2000 WM179               | 26 novembre 2000  | LINEAR       |
| 47981 -       | 2000 WG183               | 30 novembre 2000  | S. Sposetti  |
| 47982 -       | 2000 WQ187               | 16 novembre 2000  | LONEOS       |
| 47983 -       | 2000 XX13                | 4 dicembre 2000   | LINEAR       |
| 47984 -       | 2000 XE20                | 4 dicembre 2000   | LINEAR       |
| 47985 -       | 2000 XV41                | 5 dicembre 2000   | LINEAR       |
| 47986 -       | 2000 YN3                 | 18 dicembre 2000  | Spacewatch   |
| 47987 -       | 2000 YY8                 | 20 dicembre 2000  | Spacewatch   |
| 47988 -       | 2000 YV25                | 22 dicembre 2000  | LINEAR       |
| 47989 -       | 2000 YD35                | 28 dicembre 2000  | LINEAR       |
| 47990 -       | 2000 YV68                | 28 dicembre 2000  | LINEAR       |
| 47991 -       | 2000 YK73                | 30 dicembre 2000  | LINEAR       |
| 47992 -       | 2000 YY103               | 28 dicembre 2000  | LINEAR       |
| 47993 -       | 2000 YM105               | 28 dicembre 2000  | LINEAR       |
| 47994 -       | 2000 YN118               | 30 dicembre 2000  | LINEAR       |
| 47995 -       | 2000 YE133               | 30 dicembre 2000  | LONEOS       |
| 47996 -       | 2000 YY139               | 31 dicembre 2000  | LONEOS       |
| 47997 -       | 2001 AD20                | 2 gennaio 2001    | LINEAR       |
| 47998 -       | 2001 AZ44                | 15 gennaio 2001   | T. Kobayashi |
| 47999 -       | 2001 BC9                 | 19 gennaio 2001   | LINEAR       |
| 48000 -       | 2001 BX37                | 21 gennaio 2001   | LINEAR       |